# Ángel Bulerín
Ángel L. Bulerín Ramos (Fajardo, 19 de marzo de 1949) es un político puertorriqueño del Partido Nuevo Progresista. Es miembro de la Cámara de Representantes de Puerto Rico desde 1993 y anteriormente sirvió como alcalde y legislador municipal de Río Grande. Actualmente es el representante incumbente más longevo y el segundo más longevo en la historia de Puerto Rico.

## Primeros años y educación
Bulerín Ramos nació en Fajardo, Puerto Rico. Tiene tres hermanos.
Bulerín realizó sus estudios primarios y secundarios en Río Grande. Luego obtuvo un bachillerato en administración de empresas, con concentración en Contabilidad y Finanzas de la Universidad de Puerto Rico.

## Carrera de servicio público
En 1968, Bulerín comenzó a trabajar en la Oficina de Personal del Gobierno de Puerto Rico, específicamente en la División de Retiro. Posteriormente trabajó en el Departamento de Empleo (1969-1975) y en el Departamento de Salud (1977-1984).

## Carrera política
De enero de 1977 a diciembre de 1984, Bulerín se desempeñó como miembro de la Legislatura Municipal de Río Grande, donde presidió la Comisión de Hacienda.
En 1984 se postuló para alcalde de Río Grande por el Partido Nuevo Progresista y fue elegido en las elecciones generales de 1984.
En 1992, Bulerín decidió postularse a la Cámara de Representantes para representar al 37.º distrito. Fue elegido en las elecciones generales de ese mismo año. Bulerín ha sido reelegido siete veces (1996, 2000, 2004, 2008, 2012, 2016, 2020).

## Vida personal
Bulerín está casado con Ramonita Colón. Comparten dos hijos (Omarys y Angel Luis), y cuatro nietos (Andrea, Angélica, Adriana y Alejandra). La mayor, Andrea Sofía es bailarina, Angélica es jugadora de voleibol y Adriana y Alejandra son futbolistas.

## Historial electoral
| Año  | Cargo                              | Tipo      | Partido | Partido | Votos  | %     | Posición | Resultado |
| ---- | ---------------------------------- | --------- | ------- | ------- | ------ | ----- | -------- | --------- |
| 1976 | Legislador municipal de Río Grande | Generales |         | PNP     | -      | -     | -        | Electo    |
| 1980 | Legislador municipal de Río Grande | Generales |         | PNP     | -      | -     | -        | Reelecto  |
| 1984 | Alcalde de Río Grande              | Generales |         | PNP     | 9,073  | 48.40 | 1.º      | Electo    |
| 1988 | Alcalde de Río Grande              | Generales |         | PNP     | 9,523  | 46.22 | 2.º      | Derrotado |
| 1992 | Representante por el 37.º distrito | Generales |         | PNP     | 22,281 | 55.5  | 1.º      | Electo    |
| 1996 | Representante por el 37.º distrito | Generales |         | PNP     | 24,505 | 58.3  | 1.º      | Reelecto  |
| 2000 | Representante por el 37.º distrito | Generales |         | PNP     | 22,433 | 52.2  | 1.º      | Reelecto  |
| 2004 | Representante por el 37.º distrito | Generales |         | PNP     | 24,671 | 56.1  | 1.º      | Reelecto  |
| 2008 | Representante por el 37.º distrito | Generales |         | PNP     | 23,759 | 54.8  | 1.º      | Reelecto  |
| 2012 | Representante por el 37.º distrito | Generales |         | PNP     | 19,896 | 50.14 | 1.º      | Reelecto  |
| 2016 | Representante por el 37.º distrito | Generales |         | PNP     | 19,350 | 58.53 | 1.º      | Reelecto  |
| 2020 | Representante por el 37.º distrito | Generales |         | PNP     | 11,122 | 41.63 | 1.º      | Reelecto  |